# Гюи, Филипп-Огюст
Филипп-Огюст Гюи (фр. Philippe-Auguste Guye; 12 июня 1862, Во (кантон), Швейцария — 27 февраля 1922, Женева, Швейцария) — швейцарский учёный, специалист в области физической химии и стереохимии. Иностранный член-корреспондент Петербургской академии наук. Старший брат Шарля Гюи

## Карьера
Получил образование и защитил докторскую диссертацию в Университете Женевы под руководством Карла Гребе, у которого он работал ассистентом . Защитил вторую докторскую диссертацию в Парижском университете под руководством Шарля Фриделя и вернулся в Университет Женевы, где вскоре стал заведующим кафедрой теоретической и технической химии. Был президентом Швейцарского химического общества в 1917—1918 годах.
Среди его учеников Вера Евстафьевна Богдановская.

## Почётные звания
- иностранный член-корреспондент Российской академии наук (1913), член ряда других академий

## Награды
- Медаль Дэви (1921)